# Aneura pellucida
Aneura pellucida là một loài rêu trong họ Aneuraceae. Loài này được Colenso mô tả khoa học đầu tiên năm 1886.